# Leinzell
Leinzell település Németországban, azon belül Baden-Württembergben. Lakosainak száma 2055 fő (2023. december 31.).

## Népesség
A település népessége az elmúlt években az alábbi módon változott:
| Lakosok száma | 1748 | 1905 | 2136 | 2191 | 2167 | 2493 | 2325 | 2172 | 2010 | 2055 |
|               | 1961 | 1968 | 1974 | 1981 | 1988 | 1994 | 2001 | 2008 | 2014 | 2023 |